# South Bruce Peninsula
South Bruce Peninsula to miejscowość (ang. town) w Kanadzie, w prowincji Ontario, w hrabstwie Bruce.
Powierzchnia South Bruce Peninsula to 531,92 km². Według danych spisu powszechnego z roku 2001 South Bruce Peninsula liczy 8090 mieszkańców (15,21 os./km²).